# Burg Zielbühl
Die Burg Zielbühl ist eine abgegangene Höhenburg auf dem „Zielbühl“ bei dem Ortsteil Unteruhldingen der Gemeinde Uhldingen-Mühlhofen im Bodenseekreis in Baden-Württemberg.
Die Burg wurde 1179 erwähnt und als Besitzer werden die Herren von Uhldingen und die Gemeinde Uhldingen-Mühlhofen genannt. Der Burgstall der 115 Meter langen und 40 bis 70 Meter breiten ehemaligen Burganlage mit 8 Meter hohem Wall zeigt noch Wall- und Grabenreste.